# Tenzin Choedrak
Ne doit pas être confondu avec Tenzin Choedak, travailleur social, écologiste et prisonnier politique tibétain.
Le docteur Tenzin Choedrak ou Tendzin Tcheudrak tibétain : བསྟན་འཛིན་ཆོས་གྲགས, Wylie : bstan 'dzin chos grags (11 avril 1922 - 6 avril 2001 Dharamsala), né dans le village de Nièrtchèn, Ringpoung Dzong près de Shigatsé au Tibet, est un moine et médecin tibétain, médecin personnel du 14e dalaï-lama au Tibet puis à nouveau en exil après 17 ans d'incarcération, reconnu comme un maître éminent de la médecine tibétaine traditionnelle,.

## Début de sa vie
Tenzin Choedrak est né prématuré le 11 avril 1922 dans le village de Nièrtchèn à Ringpoung Dzong près de Shigatsé au Tibet. À l'âge de 10 ans, il rejoint le monastère de Nyepo Choe (ou Tcheuté) où il étudia 7 ans. Bien que pauvre, il vend ses objets personnels pour suivre à partir de 1941, les cours de Khyenrab Norbu à l'école de médecine du Men Tsee Khang à Lhassa. En 1952, il en sort premier d'une promotion de 70 élèves. Il fut par la suite le médecin de la mère du Dalaï Lama, ainsi que du Dalaï Lama. 
Tenzin Choedrak fut l'élève de Khyenrab Norbu, le directeur du Collège médical de Chakpori, et du Men Tsee Khang.

## Arrestation et emprisonnement au Tibet
Il dit avoir été emprisonné par les Chinois sans motif formel et torturé pendant 17 ans,.
Lors du soulèvement tibétain de 1959, Tenzin Choedrak s'était réfugié dans sa maison à l’extrémité de Lhassa, et les soldats chinois l’ont arrêté simplement car il était le médecin du Dalaï Lama, et qu’il avait parfois assisté à l'Assemblée nationale tibétaine (Tsongdu). Il a rejoint environ 500 autres prisonniers, anciens nobles ou fonctionnaires du gouvernement du Tibet dans une prison où les cellules comprenaient 10 à 20 détenus. Il a subi des séances de rééducations ou lavage de cerveau, et fut condamné au supplice du gyanching (carcan emprisonnant le cou et les poignets fixé sur les épaules, obligeant à étendre les bras comme un crucifié). Il a aussi reçu des coups de bottes sur la poitrine et fut aspergé d’eau. Les séances de rééducations consistaient à tenter de contraindre les prisonniers d’avouer des méfaits d’eux-mêmes ou d’autres personnes ainsi dénoncées. Faisant partie des « incorrigibles », il fut emmené en Chine en camion non bâché durant 12 jours d’un voyage au bout duquel il fut jeté en prison et soumis à des privations de nourriture, entraînant une apparence squelettique, la perte des cheveux et la diarrhée. Pour survivre, ils devaient manger du cuir, ou de la viande de mulet mort, à l’insu des gardes chinois. Sur 76 prisonniers qui l’accompagnaient, 21 ont survécu. L’un de ses compagnons qui fut pris avec un os d’animal mort fut questionné « n’était il pas bien nourri par les Chinois ? », emmené il est mort 3 jours plus tard.     
Il fut ramené au Tibet, et emprisonné à Drapchi. Il fut ensuite transféré dans une autre prison ne contenant qu’une centaine de détenu, et soumis à des interrogatoires lui demandant si le Dalaï Lama avait eu des femmes. Il n’a jamais vu de juge. Il est soumis aux travaux forcés durant 3 ans dans une carrière de pierre où il fait la connaissance de Palden Gyatso, un ancien moine emprisonné. Il accepta de soigner un militaire chinois atteint d'une maladie réputée incurable et bénéficia d'une semi-liberté après l'avoir guéri. En 1976, il fut envoyé comme médecin au camp de Trigung jusque fin 1978. 
La durée totale de son emprisonnement a duré près de 22 ans de 1959 à 1980.

## Libération, exil en Inde et travail au Men-Tsee-Khang
En 1979, lors de la visite à Lhassa de la délégation de Lobsang Samten, un frère aîné du Dalaï Lama, Pékin n’autorisa pas le retour de la mère du Dalaï Lama à Lhassa. Gravement malade, elle avait souhaité revoir Lhassa avant de mourir. Pékin autorisa cependant Tenzin Choedrak, son médecin à venir l’assister  en Inde. Ce ne fut qu’un an plus tard, en novembre 1980 qu’il fut autorisé à se rendre à Dharamsala.
Au cours d'une session restée célèbre du Tribunal permanent des Peuples en 1992 à Strasbourg, Tenzin Choedrak a témoigné sur les tortures, la détention et l'absence la liberté d'expression au Tibet sous contrôle de la Chine.
Au mois d'avril 1995, il a aussi témoigné devant le sous-comité sur les opérations internationales et les droits de l'homme de la Commission des relations internationales du Congrès américain (en) où il a relaté une partie de ce qu'il a vécu,.
À Dharamsala, le Dr. Tenzin Choedrak assura les fonctions de médecin chef, médecin personnel du Dalaï Lama, et conseiller de l'Institut de médecine tibétaine, et visita à plusieurs reprises la France, l'Allemagne, la Suisse, l'Italie, l'Autriche, la Russie, la Mongolie, le Japon, le Mexique, les États-Unis, des pays de l'Asie du Sud, pour donner des consultations et des
conférences.

## Ouvrages
- Introduction à la médecine tibétaine : Prévention et traitement des maladies, Tenzin Choedrak et Jacqueline Dera-Fischer, 1996, Ed Dangles,  (ISBN 2-7033-0451-X)
- Le Palais des Arcs-en-ciel, Tenzin Choedrak et Gilles Van Grasdorff, ed. Albin-Michel, 1998,   (ISBN 2-226-10621-9) (en) The Rainbow Palace, 2000, ed. Bantam (UK) -   (ISBN 0-553-81303-X et 978-0-553-81303-6)
- Les secrets de la médecine tibétaine, Tenzin Choedrak et Gilles Van Grasdorff, ed Plon, 2002,   (ISBN 2-259-19622-5)